# Strój Lachów śląskich

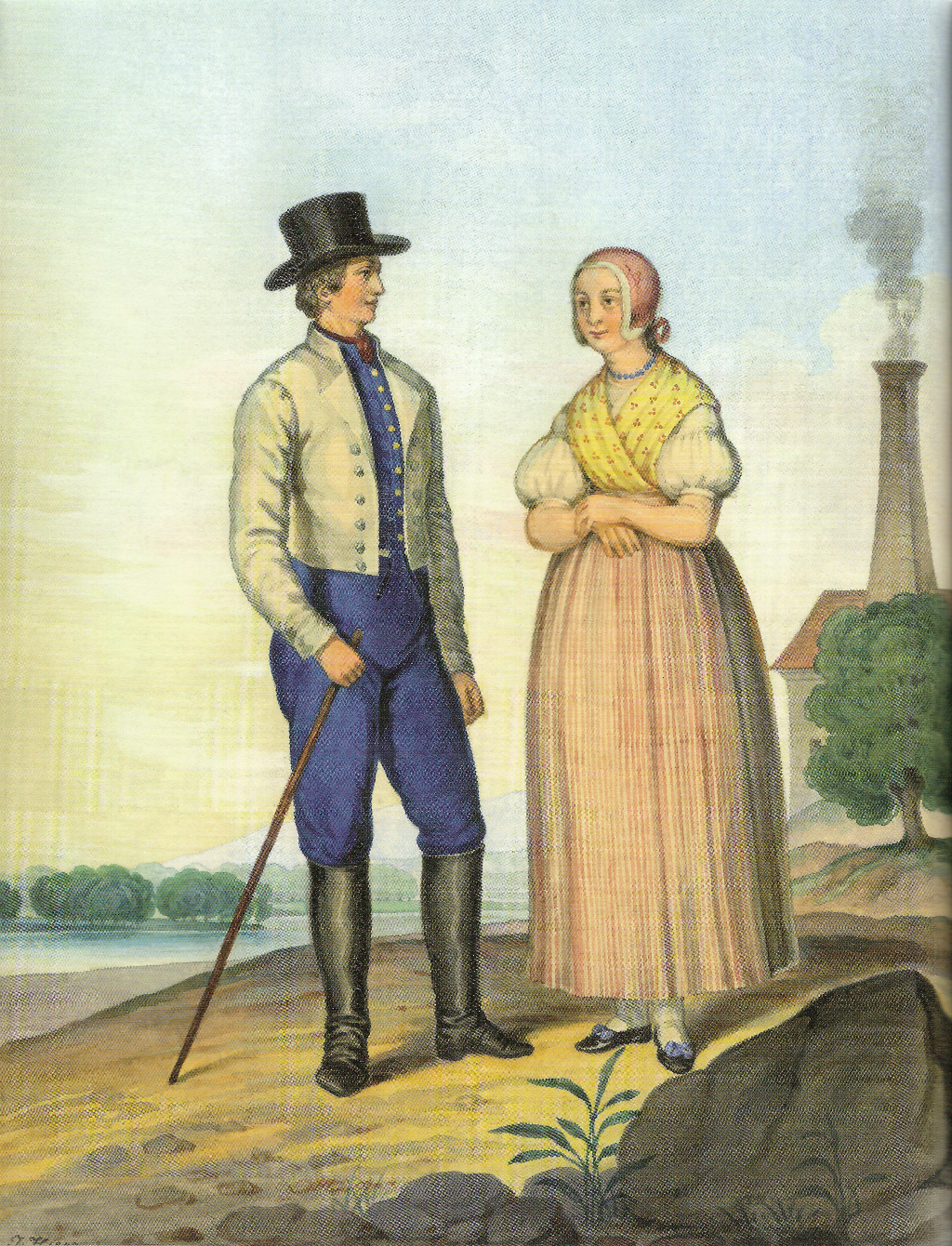
Akwarela z 1847 przedstawiająca włościan z okolic Frysztatu i Karwiny

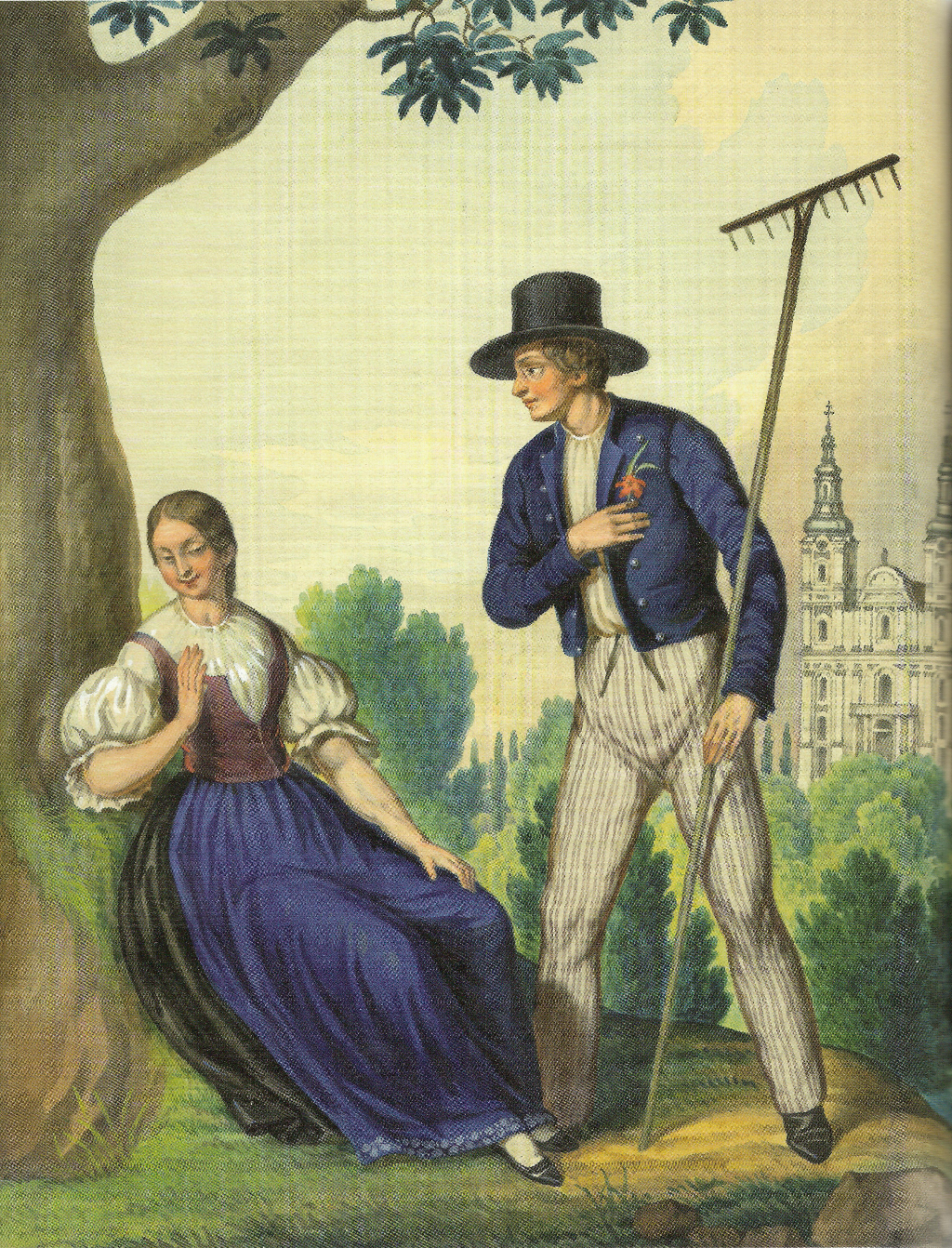
Włościanie z okolic Frydka (1846)

Strój Lachów śląskich jest odrębnym typem strojów ludowych na Śląsku Cieszyńskim. Zasadniczą i charakterystyczną cechą jest prostota kroju i skromność materiałów. Pierwotnie noszono go w północnej części Śląska Cieszyńskiego od Strumienia na wschodzie po Ostrawę i Frydek na zachodzie.

## Strój męski
Dawny męski strój laski różnił się niewiele od męskiego stroju cieszyńskiego. Bardziej odróżniał się od sąsiednich grup etnograficznych strój damski.
Typową częścią dawnego stroju męskiego była płócienna koszula typu ponczo, uszyta z jednego kawałka płótna. Wierzchnie elementy męskiego stroju laskiego pierwotnie szyto z samodziałowych tkanin lnianych lub wełnianych, farbowanych na ciemny kolor. Z biegiem czasu weszły do stosowania fabryczne tkaniny wełniane, zwykle w kolorach niebieskich lub zielonych. Spodnie określane jako "galaty" były długie, u dołu zwężone, z rozporkiem, czyli "lackiem", z prawej strony i z kieszenią ("kapsa") po lewej stronie. Niekiedy dla ozdoby spodni naszywano na pasku biegnącym od pasa w dół po trzy połyskujące guziki metalowe. Zamożniejsi wpuszczali je do wysokich po kolana butów z cholewami. "Bruclek" czyli kamizelka był w kroju prosty, zapięty aż po szyję i bez kieszeni. "Szpencer" z rękawami, zapinany na jeden rząd metalowych guzików, miał stójkowy kołnierz i długie klapy z przodu. Wzorem mieszczańskiej mody panującej w XIX w. noszono szeroki i długi do kostek płaszcz, bez rękawów, ze stojącym kołnierzem i wykładanymi klapami. Jego szeroki kołnierz zwano "peleryną", choć były też i bez niego. Baranie kożuchy były długie do kostek, a niektóre poszywano suknem. Lachy nosili wysokie czarne buty (tzw. "polskie"), które były nieco szersze od cieszyńskich. Przy kołnierzu koszuli wiązano barwną, jedwabną chusteczkę, a na głowę zakładano ciemny, filcowy, stożkowaty kapelusz.

## Strój damski
Kobiety Lachów wkładały na głowę czepce o wąskim, tiulowym czółku, upięte wysoko nad czołem. Nosiły też czepce płócienne, obszyte koronką klockową. Na czepiec zakładały dużą, płócienną, białą chustkę zwaną "drachem", wiązaną w tyle głowy, której haftowany naroznik opadał na plecy. Krój koszulki nie wyróżniał się specjalnie, natomiast wierzchnia koszulka o nazwie "kabotek" miała odmienny krój i ozdoby haftów niż kabotek cieszyński. Do sukni przyszywano stanik, który jednak był miękki bez ozdób. Dawny strój laski charakteryzowała wełniana chustka barwna lub biała, skrzyżowana w piersiach, której końce wtykano pod zapaskę albo wolno opuszczano w dół, przytrzymując je przepaską. Do uszycia długich sukni Laszek używano lekkich pstrych, półwełnianych lub kartonowych, z czasem nawet jedwabnych tkanin.
W końcu XIX wieku, w związku z przyjmowaniem przez ludność mody miejskiej, zaprzestano używania dawnego laskiego stroju ludowego. Jako pierwszy zaczął zanikać strój męski. Strój żeński został w znacznym stopniu wyparty przez atrakcyjniejszy strój cieszyński ("wałaski"). Strój ludowy Lachów śląskich jest obecnie całkowicie zapomniany.